# Kršete
Kršete (en italien : Carsette) est une localité de Croatie située en Istrie, dans la municipalité de Buje, dans le comitat d'Istrie. En 2001, la localité comptait 17 habitants.

## Démographie
| 1948 | 1953 | 1961 | 1971 | 1981 | 1991 | 2001 |
| ---- | ---- | ---- | ---- | ---- | ---- | ---- |
| 268  | 184  | 185  | 144  | 141  | 143  | 136  |